# Armorial des barons militaires de l'Empire
En raison de sa taille, l'armorial des barons militaires sous le Premier Empire est subdivisé en trois pages :
- Armorial des barons militaires de l'Empire (A-B)
- Armorial des barons militaires de l'Empire (C-E)
- Armorial des barons militaires de l'Empire (F-Z)